# Suchumi Dranda flygplats
Suchumi Dranda flygplats, alternativt Suchumi Babusjara flygplats, är den autonoma republiken Abchaziens huvudflygplats och huvudorten Suchumis flygplats. Den är belägen nära de mindre orterna Dranda och Babusjara, därav de två olika namnen på flygplatsen. Abchaziens huvudort Suchumi ligger 20 kilometer därifrån. Flygplatsen är Abchaziens enda civila, men nära Gudauta ligger en rysk militärflygbas. Efter att kriget i Abchazien minskade resandet från flygplatsen, kvarstod enbart flyg till den abchaziska bergsbyn Pschus flygplats.

## Galleri

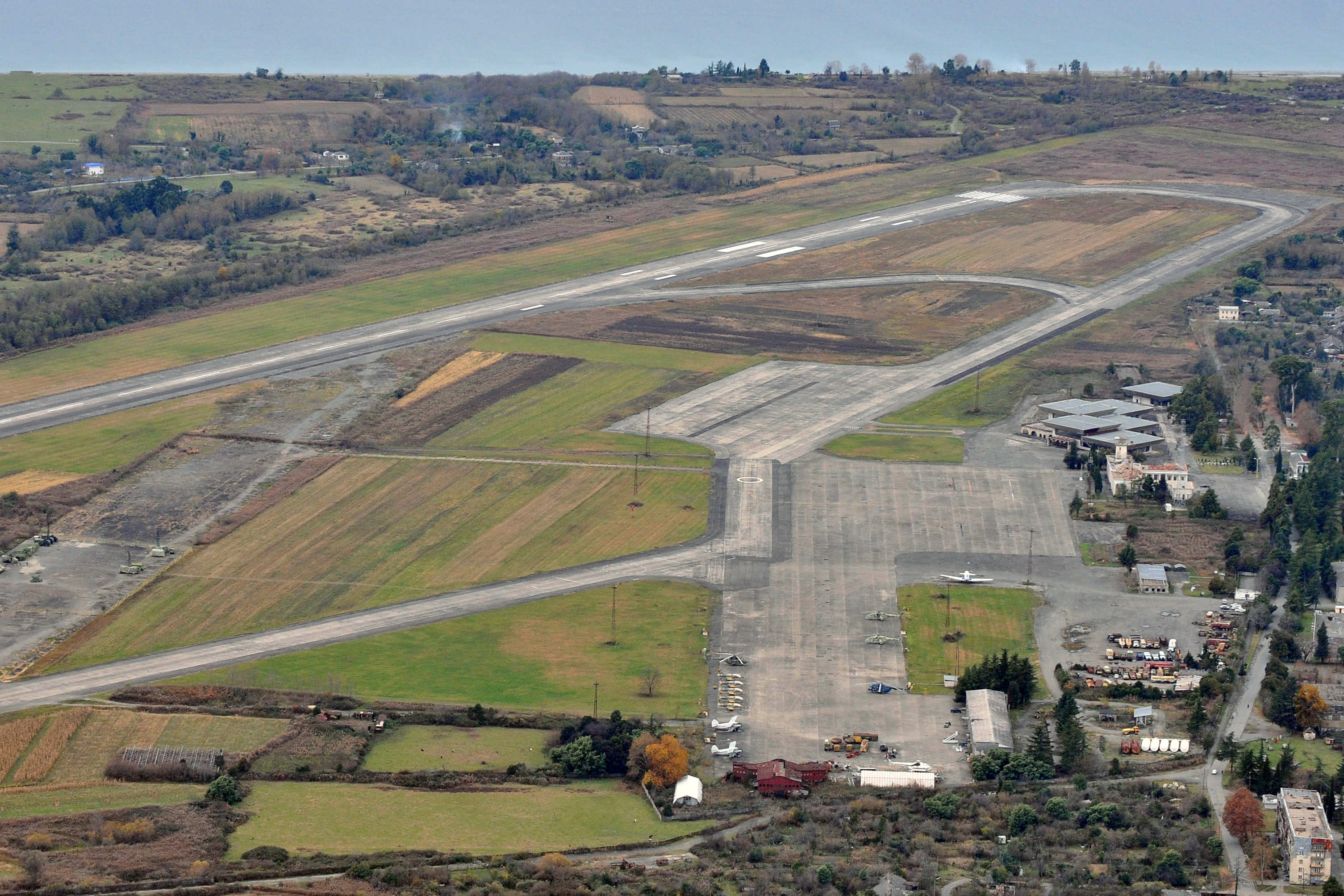
Flygplatsens landningsbana
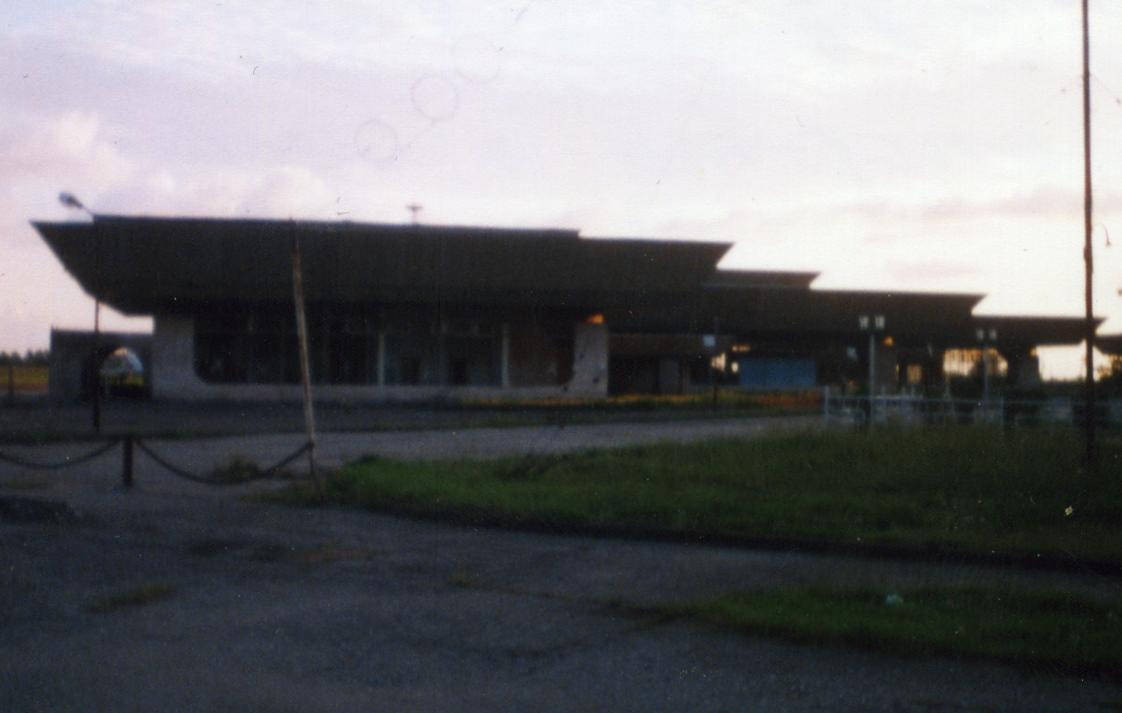
Flygplatsens terminal
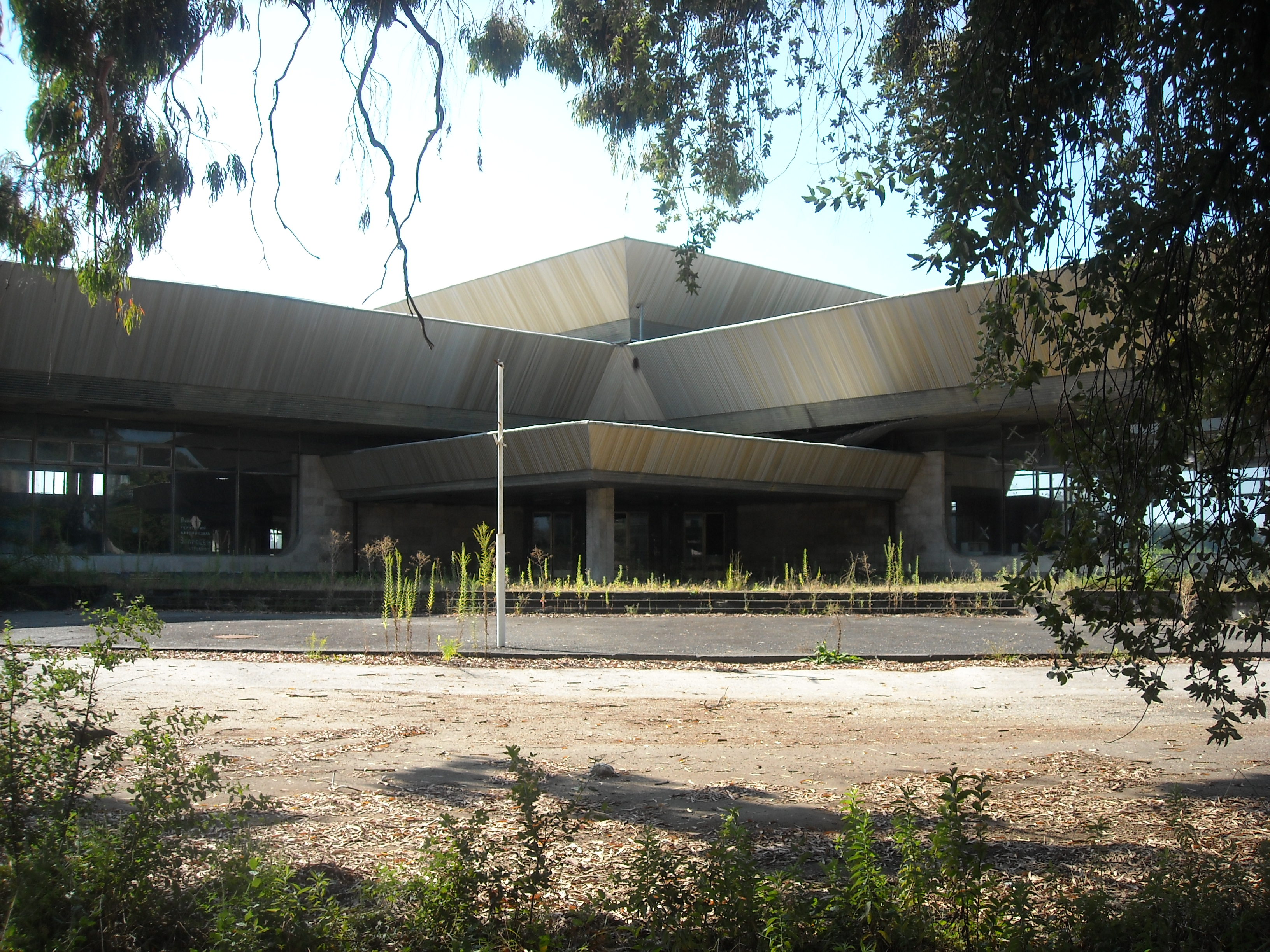
Terminalen
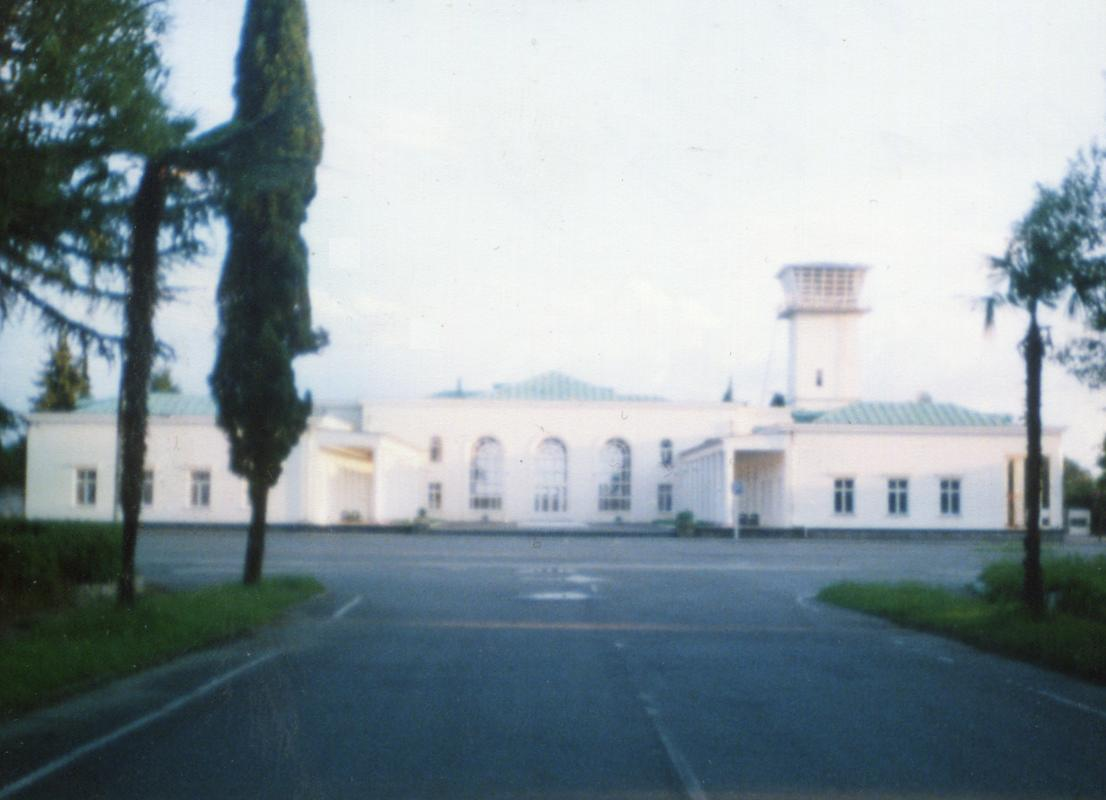
Flygplatsens huvudterminal

### Fotnoter
1. ↑  ”Arkiverade kopian”. Arkiverad från originalet den 7 juni 2011. https://web.archive.org/web/20110607061111/http://www.worldaerodata.com/wad.cgi?id=GG56147&sch=UG29. Läst 18 februari 2011.